# Belle Isle
Belle Isle es una ciudad ubicada en el condado de Orange en el estado estadounidense de Florida. En el Censo de 2010 tenía una población de 5.988 habitantes y una densidad poblacional de 452,89 personas por km².

## Geografía
Belle Isle se encuentra ubicada en las coordenadas 28°27′55″N 81°20′58″O / 28.46528, -81.34944. Según la Oficina del Censo de los Estados Unidos, Belle Isle tiene una superficie total de 13.22 km², de la cual 6.03 km² corresponden a tierra firme y (54.42%) 7.19 km² es agua.

## Demografía
Según el censo de 2010, había 5.988 personas residiendo en Belle Isle. La densidad de población era de 452,89 hab./km². De los 5.988 habitantes, Belle Isle estaba compuesto por el 91.52% blancos, el 3.12% eran afroamericanos, el 0.22% eran amerindios, el 1.65% eran asiáticos, el 0.05% eran isleños del Pacífico, el 1.75% eran de otras razas y el 1.69% pertenecían a dos o más razas. Del total de la población el 11.07% eran hispanos o latinos de cualquier raza.